# Easton (Massachusetts)
Easton est une ville américaine située dans le comté de Bristol dans l'État du Massachusetts. En 2010, sa population était de 23 112 habitants.

## Source de la traduction
- (en) Cet article est partiellement ou en totalité issu de l’article de Wikipédia en anglais intitulé « Easton, Massachusetts » (voir la liste des auteurs).